# Enefiok Udo-Obong
Enefiok Udo-Obong, nigerijski atlet, * 22. maj 1982.
Nastopil je na poletnih olimpijskih igrah v letih 2000 in 2004, osvojil je zlato in bronasto medaljo v štafeti 4x400 m.